# پترا پلنیشووا
پترا پُلنیشووا (اسلواکی: Petra Polnišová؛ ۲۴ فوریهٔ ۱۹۷۶ – ) بازیگر و هنرمند استندآپ کمدی اهل کشور اسلواکی بود. وی از سال ۲۰۰۴ میلادی تاکنون مشغول فعالیت بوده‌است.